# Cladosporium chrysophylli
Cladosporium chrysophylli är en svampart som beskrevs av Thaung 1974. Cladosporium chrysophylli ingår i släktet Cladosporium och familjen Davidiellaceae.   Inga underarter finns listade i Catalogue of Life.